# أشعة بانوراما

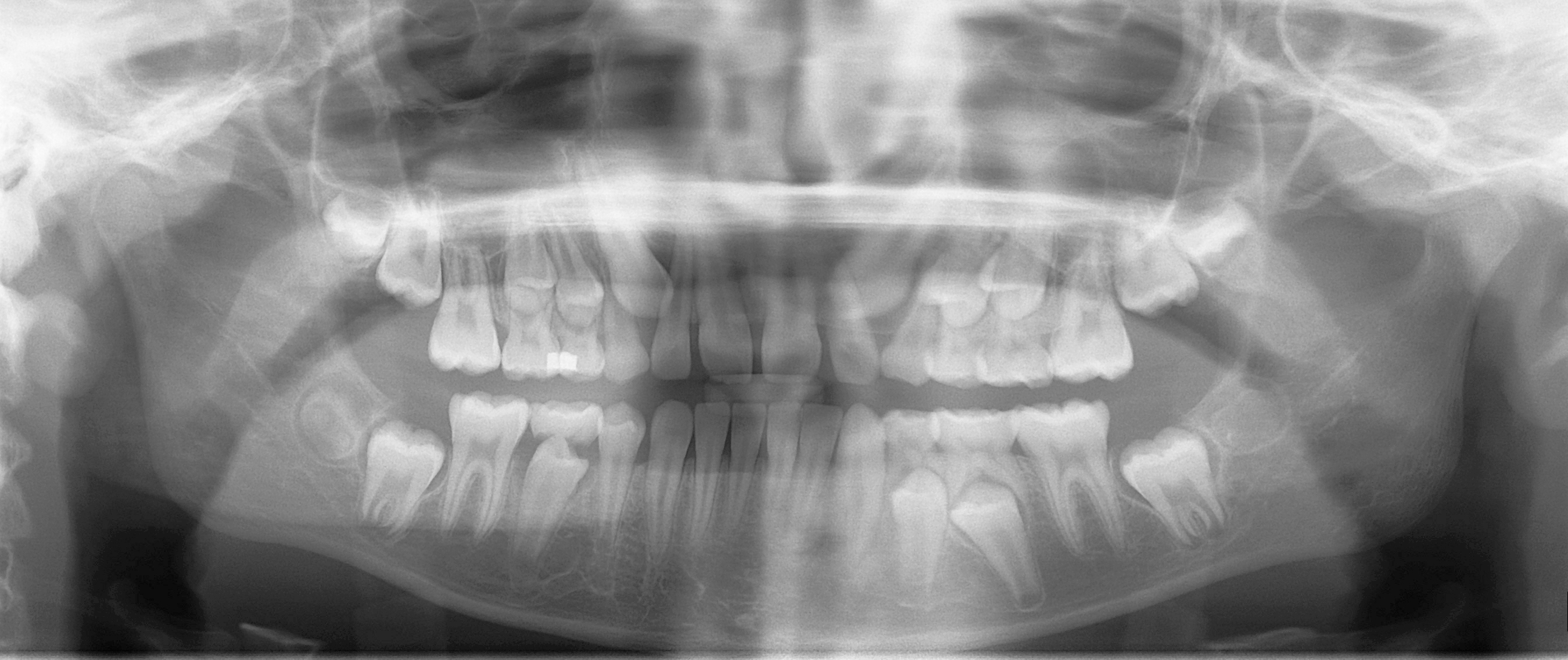
صورة شعاعية بانورامية لللأسنان المختلطة في عمر 9 سنوات

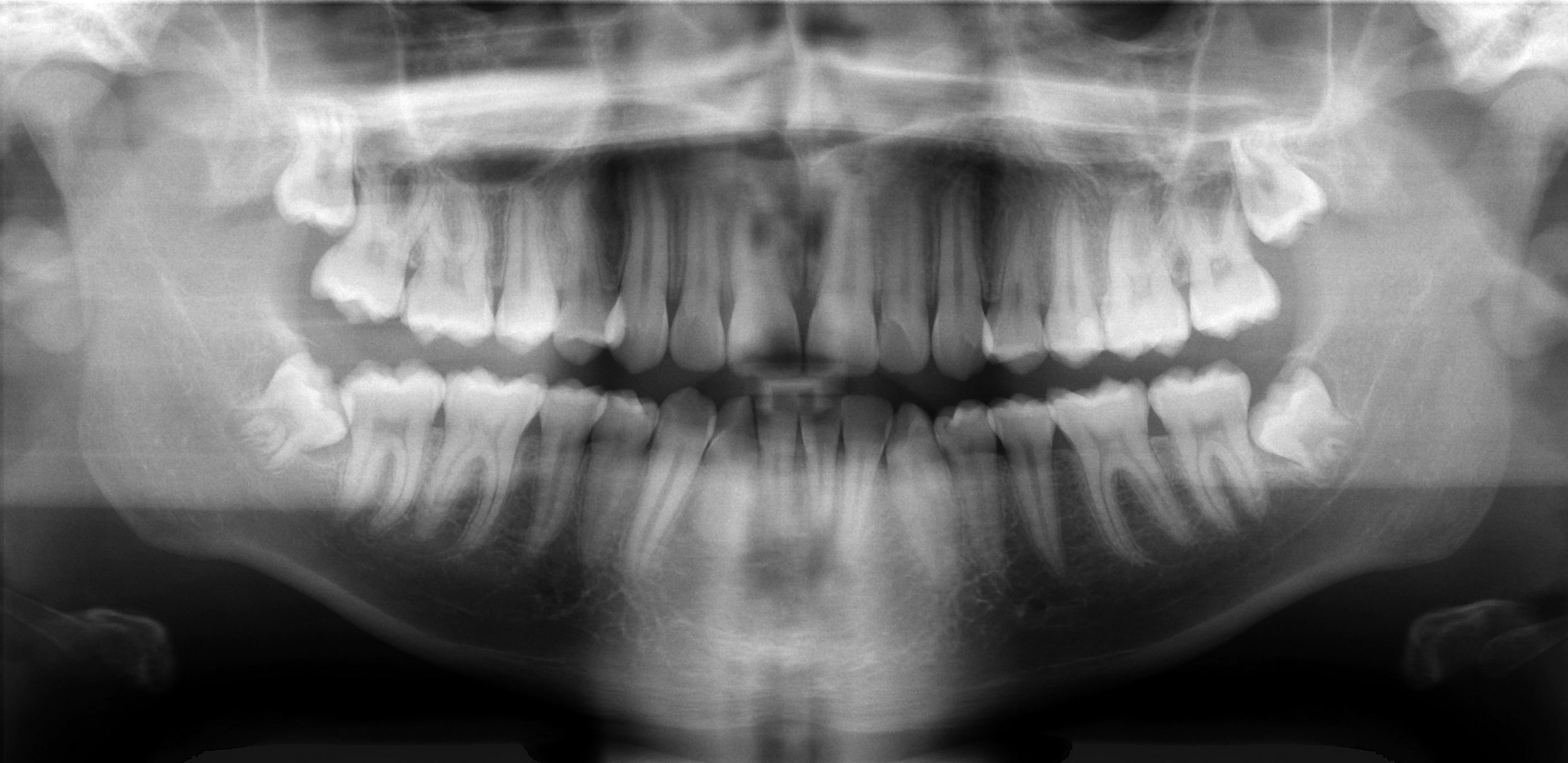
صورة شعاعية بانورامية

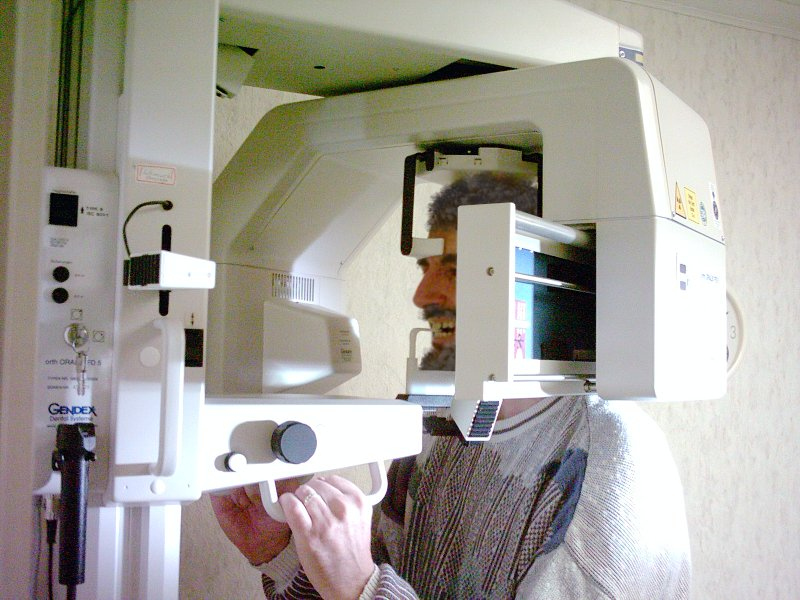
جهاز تصوير شعاعي بانورامي

صورة الأشعة البانورامية أو التَّصْويرُ الشُّعاعِيُّ البانُورامِيّ (بالإنجليزية: panoramic radiograph)‏ هي أشعة سينية بانورامية لفحص الأسنان للفكين العلوي والسفلي. تكون الصورة ثنائية الأبعاد  لنصف دائرة من الأذن إلى الأذن. التصوير الشعاعي البانورامي هو شكل من أشكال التصوير المقطعي للمستوى البؤري. وهكذا يتم التقاط صور من عدة مستويات لعمل الصورة البانورامية المركبة، حيث يكون الفك العلوي والفك السفلي في النطاق البؤري والأجسام السطحية والأعمق من النطاق غير واضحة.
أسماء أخرى غير مسجلة الملكية للتصوير الإشعاعي البانورامي هي صورة إشعاعية بانورامية للأسنان والبانتوموغرام (pantomogram). تتضمن الاختصارات PAN و DPR و OPT و OPG (غالبًا ما يتم تجنب استخدام الأخير).

## الأنواع
تتكون معدات التصوير الإشعاعي البانورامي من ذراع تدوير أفقي يحمل مصدر أشعة سينية وآلية فيلم متحرك (تحمل فيلمًا) يوضعان في أطراف متقابلة). تكون جمجمة المريض بين مولد الأشعة السينية والفيلم. مصدر الأشعة السينية يصدر أشعة متوازية. أيضا ارتفاع هذا الشعاع يغطي الفك السفلي ومناطق من الفك العلوي. يمكن وصف حركتة الذراع بأنها دوران حول مركز لحظي والذي يتغير إلى مسار مخصص.
تقترح الشركات المصنعة حلولاً مختلفة لتحريك الذراع، في محاولة للحفاظ على مسافة ثابتة بين الأسنان والفيلم والمولد. كما تحاول تلك الحلول المتحركة إظهار قوس الأسنان بشكل متعامد قدر الإمكان. من المستحيل اختيار حركة مثالية لأن التشريح يختلف كثيرًا من شخص لآخر. في النهاية يتم اختيار حل وسط من قبل كل جهة تصنيع وينتج عنه عوامل تكبير تتفاوت كثيرًا على الفيلم (15٪ -30٪). تحديد مكان المريض أمر بالغ الأهمية فيما يتعلق بكل من حدة الصورة وتشوهها.

### الأفلام
هناك نوعان من آليات الأفلام المتحركة، واحدة باستخدام حامل مسطح منزلق يحمل الفيلم، وآخر يستخدم اسطوانة دوارة حولها يتم لف الفيلم. هناك نوعان من الأحجام القياسية لأفلام بانوراما الأسنان: 30 سم × 12 سم (12 ″ × 5 ″) و 30 سم × 15 سم (12 ″ × 6 ″). ويحصل الفيلم ذو الحجم الأصغر على جرعة أقل من الأشعة السينية بنسبة 8٪ مقارنة بالحجم الأكبر

### الرقمية
الأشعة السينية للأشعة السينية تنتقل من تكنولوجيا الأفلام (التي تنطوي على عملية التحميض الكيميائي للأفلام) إلى تكنولوجيا الأشعة السينية الرقمية، والتي تعتمد على أجهزة الاستشعار الإلكترونية وأجهزة الكمبيوتر. واحدة من المزايا الرئيسية مقارنة مع النظم القائمة على الأفلام هو مدى التعرض الأكبر. وهذا يعني تقليل عدد عمليات المسح، مما يقلل من التكاليف ويقلل أيضًا من تعرض المريض للإشعاع.يمكن أيضًا إعادة طبع الأشعة السينية عند فقدانها إذا تم حفظ الملف الرقمي. وتشمل المزايا المهمة الأخرى الصور التي يمكن مشاهدتها على الفور، والقدرة على تحسين الصور، والقدرة على إرسال الصور إلى الممارسين والعملاء، وسهولة التعامل مع الوثائق بشكل موثوق، وتقليل التعرض للأشعة السينية، وعدم الحاجة إلى غرفة مظلمة وعدم الحاجة للمواد الكيميائية للتحميض.
نوع معين من النظام الرقمي يستخدم لوحة فوسفورية تحفز بالضوء (ويعرف أيضاً بـ PSP - Phosphor Plate) بدلاً من الفيلم. بعد التعرض للأشعة السينية يتم وضع اللوحة في ماسح ضوئي خاص حيث يتم استرداد الصورة الكامنة نقطة بنقطة ويتم رقمنتها، وذلك باستخدام المسح الضوئي بالليزر. يتم تخزين الصور الرقمية وعرضها على شاشة الكمبيوتر. هذه الطريقة هي بين التكنولوجيا القديمة القائمة على الأفلام وتقنية التصوير الرقمي المباشر الحالية. وهو مشابه لعملية الفيلم لأنه ينطوي على نفس معالجة دعم الصورة ويختلف لأن عملية التحميض الكيميائي يتم استبدالها بعملية المسح. هذا ليس أسرع بكثير من معالجة الفيلم وهناك اختلاف على الوضوح. ومع ذلك، فإن لديها ميزة واضحة تتمثل في القدرة على التوافق مع أي جهاز متواجد دون أي تعديل لأنها تحل محل الفيلم الموجود فقط.
أيضا في بعض الأحيان يستخدم مصطلح «الأشعة السينية الرقمية» لتسمية وثائق الفيلم الممسوحة ضوئيًا والتي يتم التعامل معها بعد ذلك بأجهزة الكمبيوتر
 تستخدم الأنواع الأخرى من تقنيات التصوير الرقمي أجهزة الاستشعار الإلكترونية. معظمها يقوم أولاً بتحويل الأشعة السينية في الضوء (باستخدام طبقة GdO2S أو CsI) والتي يتم التقاطها باستخدام CCD أو مستشعر صورة CMOS. القليل منهم يستخدمون نظام (analog-to-digital)، والذي يحول أولاً الأشعة السينية إلى كهرباء (باستخدام طبقة CdTe)، ثم يتم تقديم هذه الكهرباء كصورة من خلال قسم القراءة استنادًا إلى تقنية CMOS.
تتفوق جودة الصورة بشكل كبير في الأنظمة الرقمية الحديثة المتطورة على الأنظمة التقليدية المعتمدة على الأفلام. كما شهدت أحدث التطورات إضافة تقنية Cone Beam 3D إلى الأجهزة البانورامية الرقمية القياسية.

## دواعي الاستخدام

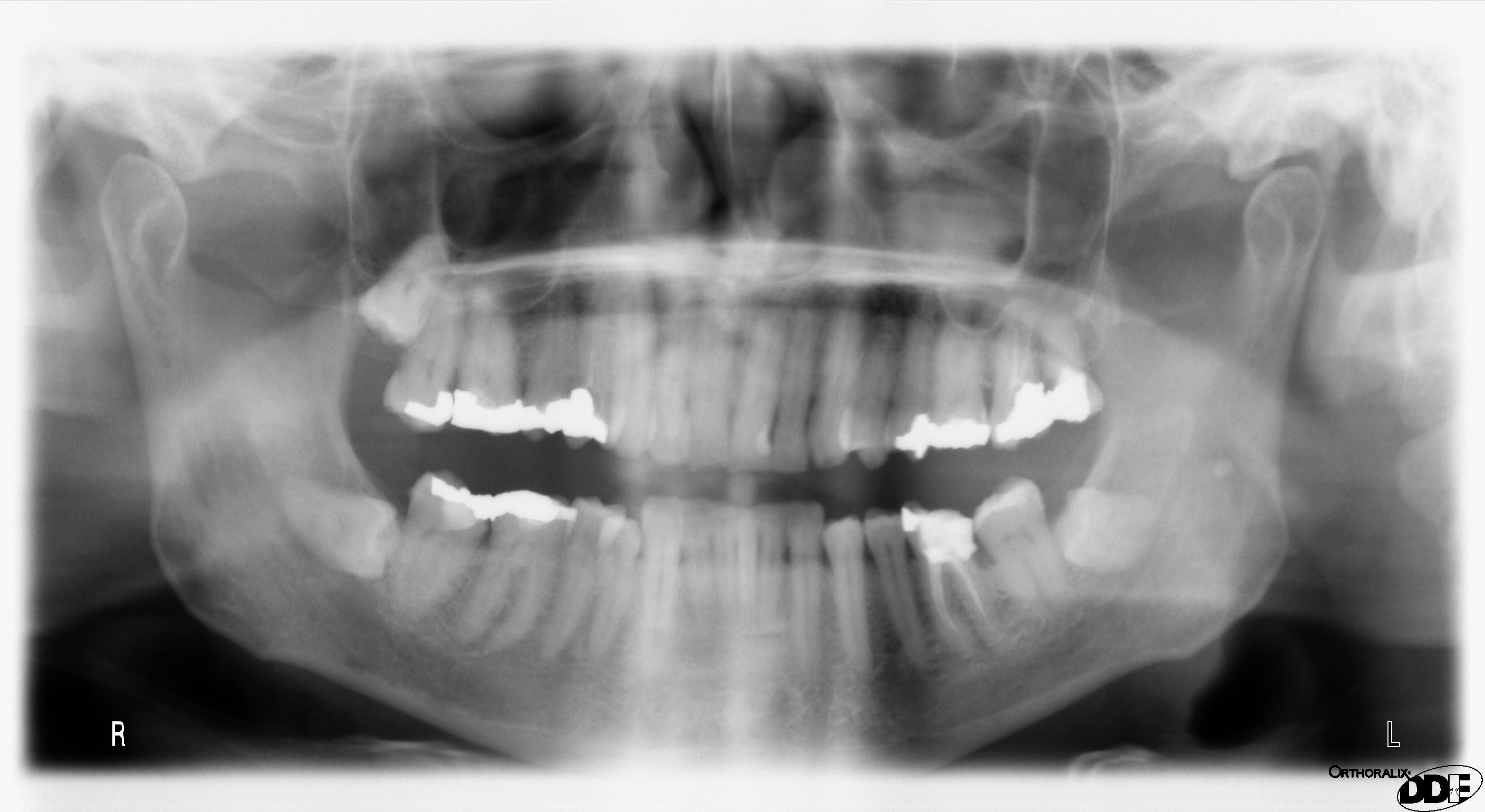
تصوير شعاعي بانورامي يظهر ضرس عقل منحشر أفقيًا.

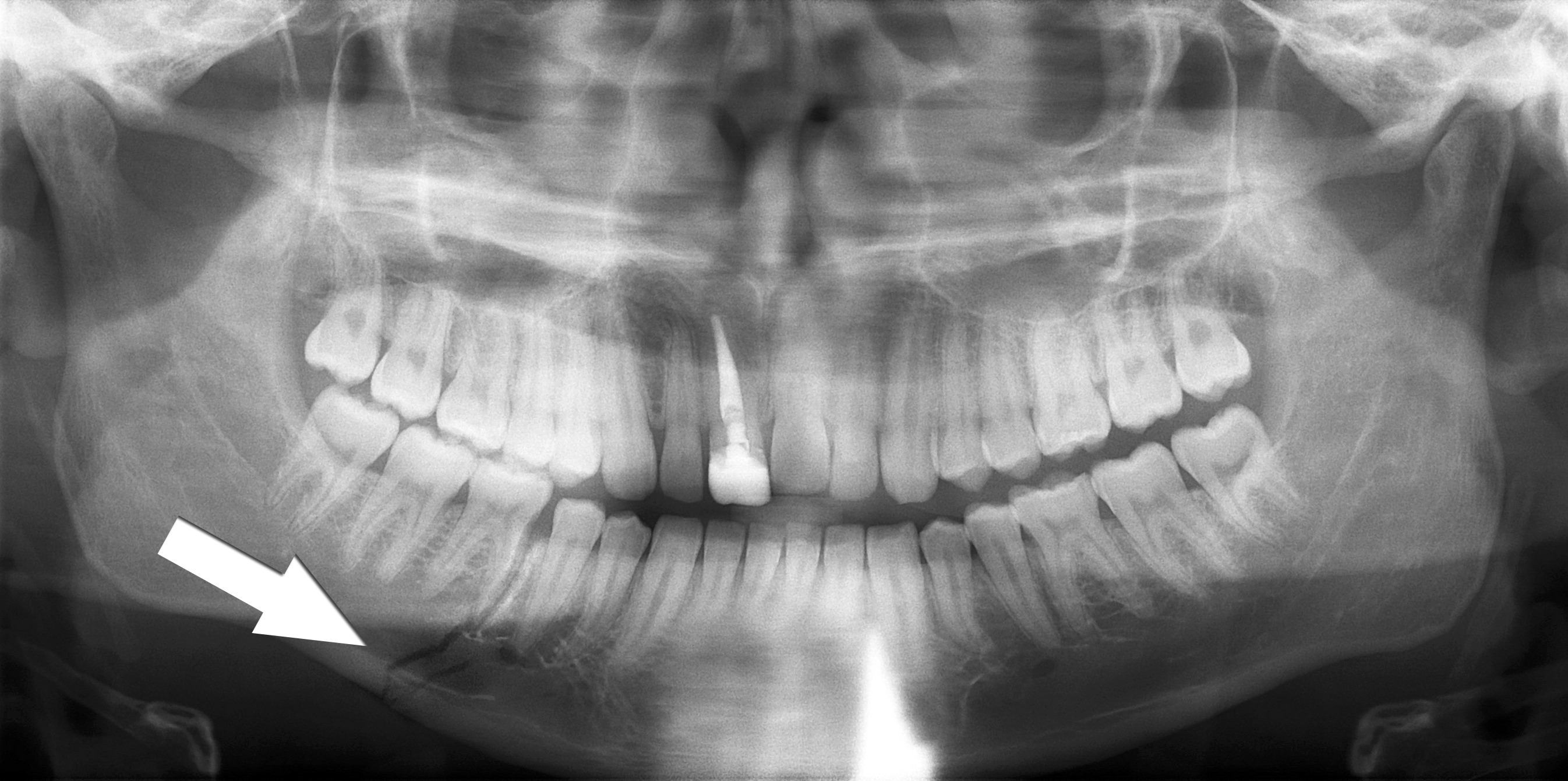
كسر طفيف في الفك السفلي الأيمن. السهم يشير للكسر، قناة الجذر محشوة في القاطع المركزي العلوي الأيمن.

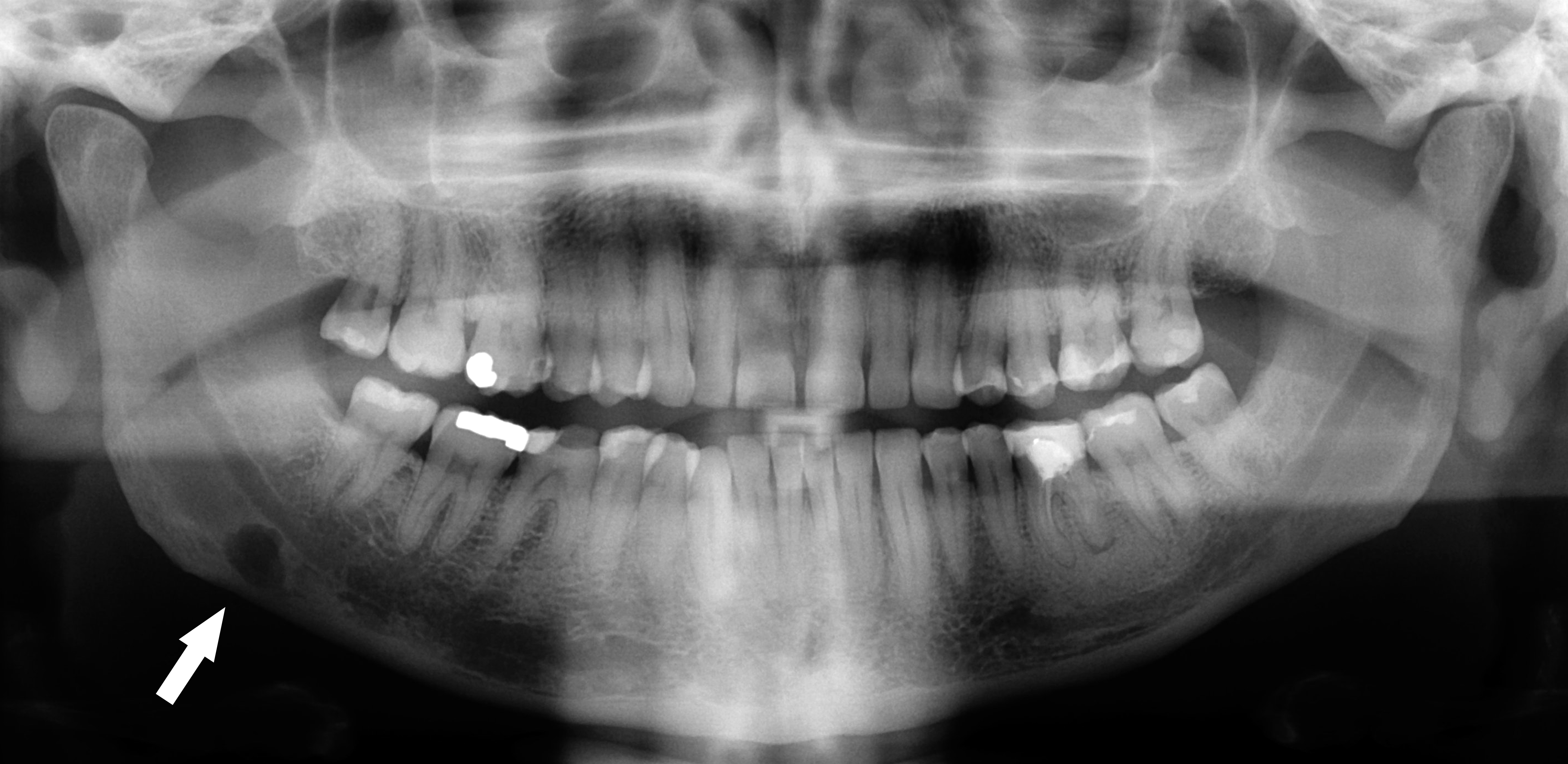
تصوير شعاعي بانورامي يظهر تجويف ستافني (مشار إليه).

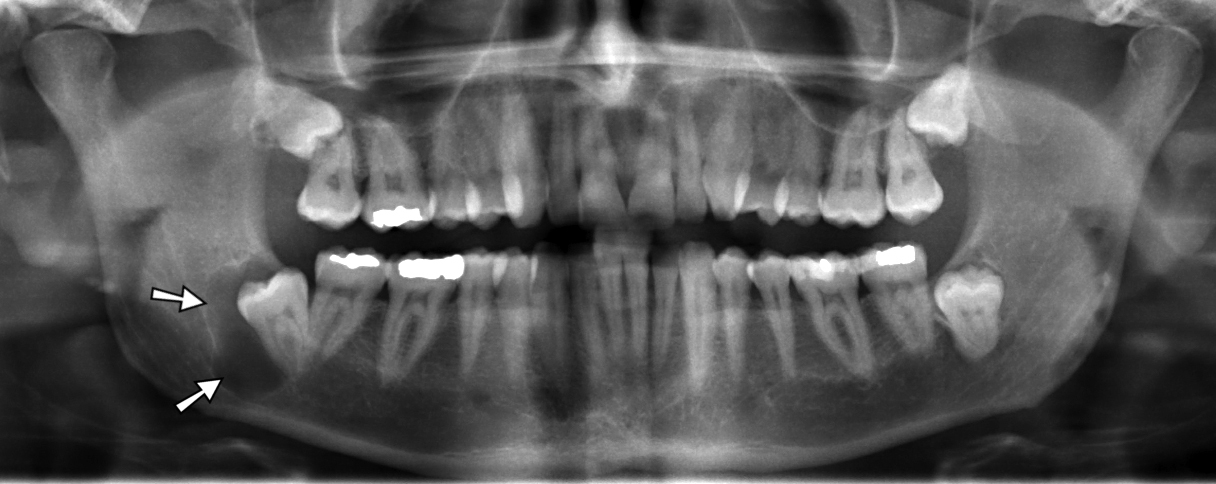
صورة الأشعة السينية البانورامية تظهر كيسة تاجية (المشار إليها).

يتم استخدام صورة أشعة البانوراما من قبل المتخصصين في الرعاية الصحية لتوفير معلومات عن:
- تشخيص ضرس العقل المنطمر والتخطيط للعلاج. الاستخدام الأكثر شيوعًا هو تحديد حالة أسنان الحكمة وإصابات الفكين.
- فقدان العظام حول السني وإصابة العظم حول ذروة جذر السن.
- العثور على مصدر ألم الأسنان، ولتشخيص الأسنان جميعها في الفم.
- التقييم لوضع زرعات الأسنان.
- التقييم لتقويم الأسنان. قبل وبعد عمله.
- تشخيص تشوهات النمو مثل ورم زوايا الفك (cherubism)، خلل التعظم الترقوي القحفي (cleido cranial dysplasia)
- السرطانة (Carcinoma) وعلاقتها بالفكين
- خلل المفصل الصدغي الفكي والتحام المفصل.
- تشخيص الساركوما العظمية، الورم الأرومي المينائي، سوء التغذية العظمي الكلوي الذي يؤثر على الفكين و نقص فوسفات الدم.
- التشخيص وتقييم ما قبل الجراحة وما بعد الجراحة للرضوض الفموية والفكية، على سبيل المثال الكسور السنخية السنية وكسور الفك السفلي.
- الحصوات اللعابية (Sialolithiasis).
- التطبيقات التشخيصية والعلاجية الأخرى.[2]

## الآلية
عادة الشخص يعض على ملعقة بلاستيكية بحيث يمكن إظهار كل الأسنان وخاصة التيجان بشكل فردي. تستغرق العملية الكاملة للتصوير الشعاعي البانورامي حوالي دقيقة واحدة. يتراوح وقت تعرض المريض الفعلي للإشعاع بين 5.5 و 22 ثانية لدوران الجهاز حول الجمجمة.
إيزاء الآلة يعني أنه عند الدوران فإن الأشعة السينية تعرض فقط جزء محدود من التشريح على الفيلم في أي لحظة معينة، ولكن مع تقدم الدوران حول الجمجمة، تتكون الصورة المركبة لقالب الوجه والفك العلوي. بينما يدور الذراع، يتحرك الفيلم بطريقة تجعل صورة الجمجمة الجزئية المسقطة (محددة بقسم الحزمة) تمرر فوقه وتكشفها تمامًا. لا تكون لكل الصور الفردية المتداخلة المسقطة على الفيلم نفس التكبير لأن الشعاع مائل وتكون للصور نقاط تركيز مختلفة. كما أن جميع عناصر الصورة لا تتحرك بنفس السرعة في الفيلم المستهدف حيث أن بعضها يكون أكثر بعدًا والأخرى أقرب إلى مركز الدوران الفوري. يتم التحكم في سرعة الفيلم بهذه الطريقة لتتناسب تمامًا مع سرعة إسقاط العناصر التشريحية للجانب السني الذي هو الأقرب إلى الفيلم. لذلك يتم تسجيلها بوضوح بينما يتم تسجيل العناصر الموجودة في أماكن مختلفة بشكل غير واضح أثناء التمرير بسرعة مختلفة.
تكون في الصورة البانورامية للأسنان تشوهات، لأن التكبير الرأسي والتكبير الأفقي يختلفان على طول الصورة. يتم تحديد التكبير الرأسي والأفقي حسب الموضع النسبي للعنصر المسجلة مقابل الفيلم والمولد. العناصر الأقرب إلى المولد تلقي المزيد من التكبير العمودي. يعتمد التكبير الأفقي أيضًا على الموضع النسبي للعنصر إلى المسار البؤري. العناصر داخل قوس المسار البؤري تتلقى تكبير أفقي أكبر. أما العناصر خارجه فتتلقي تكبير أفقي أقل.
والنتيجة هي صورة تظهر بشكل واضح المقطع على طول قوس الفك السفلي، وغير واضحة في الأماكن الأخرى. على سبيل المثال تظهر المنطقة الظليلة للأشعة أكثر المناطق التشريحية، الفقرات العنقية (الرقبة) كعمود عمودي عريض وغير واضح يتداخل مع الأسنان الأمامية. يسمى المسار الذي يتم فيه تسجيل العناصر التشريحية بوضوح «المسار المحوري».

### الميزة الرئيسية للصور البانورامية
- تغطية واسعة لعظام الوجه والأسنان
- جرعة الإشعاع منخفضة للمريض
- راحة الفحص للمريض (الأفلام لا توضع داخل الفم)
- القدرة على استخدامها في المرضى الذين لا يستطيعون فتح فمهم أو عندما يكون فتحه محدود على سبيل المثال: بسبب الضزز
- الوقت القصير المطلوب لعمل الصورة
- فهم المريض الجاهز للأفلام البانورامية، مما يجعلها مساعدة بصرية مفيدة في تعليم المريض وعرض الحالة.
- سهولة التخزين مقارنة بمجموعة كبيرة من الأشعة السينية الفموية التي تستخدم عادة.[3]

## الإعداد
عادة ما يطلب من الأشخاص الذين يخضعون للتصوير الإشعاعي البانورامي إزالة أي أقراط أو مجوهرات أو دبابيس شعر أو نظارات أو أطقم الأسنان أو أجهزة تقويم الأسنان. إذا لم تتم إزالة هذه الأشياء فقد تقوم بإنشاء عناصر على الصورة (خاصة إذا كانت تحتوي على معدن) وتقلل فائدتها. هناك أيضًا حاجة إلى أن يظل الشخص ثابتًا خلال الدورة حوالي 18 ثانية والتي يستغرقها الجهاز لعرض الفيلم. لهذا السبب غالبًا ما يتم يشرح للشخص قبل أن يتحرك الجهاز.

## الآثار السلبية
مثل أي تصوير طبي يستخدم الإشعاع المؤين، سيكون هناك درجة دقيقة من التلف المتأين المباشر والضرر غير المباشر من الجذور الحرة التي تنشأ أثناء تأين جزيئات الماء داخل الخلايا. تقدير تقريبي لخطر الإصابة بسرطان مميت من صورة شعاعية بانورامية هو حوالي 1 إلى 20000000. كما أن عمر الشخص الذي يجري تصويره يغير الخطر، حيث يتعرض الأشخاص الأصغر سنًا لخطر أعلى قليلاً. مثلا 1 من بين 100000.000 الخطر سيتضاعف لشخص ما في الفئة العمرية من 1إلى10.

## الأبحاث

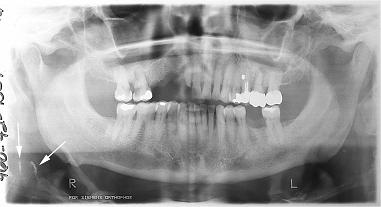
تشير الأسهم إلى خطين عموديين باللون الأبيض وهو كيفية ظهور التكلسات في الجزء الأول (المكون الأقرب) للشريان السباتي الداخلي في الصور الشعاعية البانورامية.

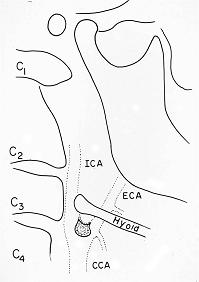
رسم خطي يصور صورة شعاعية بانورامية مع تصلب في الشرايين بيضاوي الشكل في منطقة التشعب في الشريان السباتي (CCA) حيث يتفرع في الرقبة إلى الشريان السباتي الغائر (ICA) الذي يمد الدم إلى الدماغ والشريان السباتي الظاهر (ECA) الذي يمد الدم إلى الوجه والفم.

تتمتع الصور الشعاعية البانورامية بالقدرة على إظهار جزء من الرقبة وعرض التصلب الشرياني (التكلسات في الشريان السباتي) والتي تعتبر مؤشراً على كل من تصلب الشرايين الموضعي والعام. يعد تصلب الشرايين التاجية الذي يؤدي إلى احتشاء عضلة القلب (النوبة القلبية) وتصلب الشرايين السباتية التي تؤدي إلى السكتة الدماغية هي السبب الأول و الأكثر شيوعًا للوفاة في الولايات المتحدة.
هناك اهتمام للنظر إلى الصور الشعاعية البانورامية كوسيلة للفحص، ومع ذلك هناك حاجة إلى المزيد من المعلومات فيما يتعلق بما إذا كانت قادرة على إحداث فرق ذي مغزى في النتائج.

### علم الأوبئة
وقد حددت مشاريع بحثية إضافية معدل انتشار تصلب الشرايين الدموية في عموم السكان (3-5 ٪) وبين المجموعات المعرضة للخطر (أكثر من 25 ٪ من: ضحايا السكتة الدماغية، الأفراد الذين يعانون من متلازمة انقطاع النفس الانسدادي النومي، النساء بعد سن اليأس،[بحاجة لمصدر غير أولي] مرضى السكري من النوع الثاني، الأفراد الذين يعانون من اعتلال عضلة القلب التوسعي، وبين الأفراد الذين تلقوا العلاج الإشعاعي الموجه نحو الرقبة[بحاجة لمصدر غير أولي][بحاجة لمصدر غير أولي]). وقد أكدت هذه النتائج من قبل العديد من الباحثين الآخرين.

### عدوى الأسنان وتصلب الشرايين
يعزى تصلب الشرايين إلى عوامل خطر تشمل تدخين السجائر، وفرط شحميات الدم، والسمنة، وداء السكري، وارتفاع ضغط الدم. مع ذلك هذه العوامل لا تمثل بالكامل خطر الإصابة بالمرض. تم تصوُّر تصلب الشرايين على أنه نتيجة التهاب مزمن لإصابة الخلايا البطانيةy والاختلال الوظيفي الذي ربما ينجم عن عدوى الأسنان المزمن. في عام 2010 وباستخدام مؤشر التصوير الشعاعي البانورامي Mattila الذي تم التحقق منه سابقاً لقياس إجمالي العدوى السنية (على سبيل المثال، الآفات المحيطة بقمة الجذر وبين الجذور، التهاب ما حول التاج، جذور الأسنان المصابة بالتسوس، الأسنان مع تسوس وصل للب السن، العيوب العظمية الرأسية)، حددت مجموعة فريدلاندر أن الأفراد الذين يكون لديهم تصلب الشريان السباتي على صورهم البانورامية كان عندهم كميات أكبر من عدوى / التهاب أسنان من عوامل خطر تصلب الشرايين بكثير.[بحاجة لمصدر غير أولي][بحاجة لمصدر غير أولي] في حين كان مؤشر Mattila قد استخدم سابقاً لربط مدى انتشار العدوى السنية بـمرض الشريان التاجي، فإن هذا البحث هو الأول الذي يربط بين مجموعة كاملة من أمراض الأسنان التي تقيس الصور الشعاعية البانورامية التي تثبت تصلب الشريان السباتي المتكلس.